# باشگاه فوتبال کاسا اسپورتس
باشگاه فوتبال کاسا اسپورتس (انگلیسی: Casa Sports) یک باشگاه فوتبال حرفه‌ای سنگالی است که در زیگینچور واقع شده‌است. آنها در لیگ برتر فوتبال سنگال بازی می‌کنند. این باشگاه محبوب‌ترین باشگاه ورزشی در منطقه Casamance است، چهار حرف اول منطقه نام این باشگاه را به شکل کوتاه Casa تشکیل می‌دهد.
کاسا اسپورتس از نظر تعداد افتخارات مهم در سنگال ششمین تیم برتر است.